# NCIS: Hawaii
Az NCIS: Hawaii egy 2021-től 2024-ig futó televíziós krimisorozat, amelyet Christopher Silber, Jan Nash és Matt Bosack alkotott. 
Az NCIS sorozat 5. spin-offja. Az Amerikai Egyesült Államokban 2021. szeptember 20-án a CBS, míg Magyarországon 2023. május 2-án az AXN mutatta be.
2024. április 26-án a csatorna törölte a sorozatot.

## Szereplők

### Főszereplők
| Szereplő                       | Színész            | Magyar hang             | Évad |
| ------------------------------ | ------------------ | ----------------------- | ---- |
| Jane Tennant                   | Vanessa Lachey     | Mohácsi Nóra            | 1-3  |
| Kai Holman                     | Alex Tarran        | Renácz Zoltán           | 1-3  |
| Jesse Boone                    | Noah Mills         | Moser Károly            | 1-3  |
| Lucy Tara                      | Yasmine Al-Bustami | Bogdányi Titanilla      | 1-3  |
| Ernie Malik                    | Jason Antoon       | Rába Roland             | 1-3  |
| Kathrine Marie "Kate" Whistler | Tori Anderson      | Sallai Nóra (1-2. évad) | 1-3  |
| Kathrine Marie "Kate" Whistler | Tori Anderson      | Kelemen Kata (3. évad)  | 1-3  |
| Alex Tennant                   | Kian Talan         |                         | 1-3  |

### Mellékszereplők
| Szereplő                 | Színész         | Magyar hang | Évad |
| ------------------------ | --------------- | ----------- | ---- |
| Joe Milius               | Enver Gjokaj    | Pál Tamás   | 1-2  |
| Julie Tennant            | Mahina Napoleon |             |      |
| Maggie Shaw              | Julie White     |             |      |
| Norman 'Boom Boom' Gates | Sharif Atkins   |             |      |
| Carla Chase              | Seana Kofoed    |             |      |
| Dalia Reed               | Lauren Cook     |             |      |
| Wally Holman             | Moses Goods     | Jakab Csaba | 1    |

### Vendég szereplők
| Szereplő           | Színész           | Magyar hang     | Évad |
| ------------------ | ----------------- | --------------- | ---- |
| Nick Torres        | Wilmer Valderrama | Szatory Dávid   | 1-2  |
| Jessica Knight     | Katrina Law       | Solecki Janka   | 1-2  |
| Kasie Hines        | Diona Reasonover  | Kiss Virág      | 1-2  |
| Alden Parker       | Gary Cole         | Kárpáti Levente | 1-2  |
| Dr. Jimmy Palmer   | Brian Dietzen     | Láng Balázs     | 1-2  |
| Grisha "G." Callen | Chris O’Donnell   | Bor Zoltán      | 2    |
| Sam Hanna          | LL Cool J         | Kálid Artúr     | 2-3  |

## Magyar változat
A szinkront az Antenna Entertainment megbízásából a Direct Dub Studios készítette.
- Magyar szöveg: Tóth Mátyás
- Hangmérnök: Lang András
- Vágó: Győrősi Gabriella
- Gyártásvezető: Masoll Ildikó
- Szinkronrendező: Bárány Emese
- Produkciós vezető: Witzenleiter Kitti

## Évados áttekintés
| Évad | Évad | Részek száma | Részek száma | Eredeti sugárzás     | Eredeti sugárzás | Eredeti adó | Magyar sugárzás   | Magyar sugárzás   | Magyar adó |
| Évad | Évad | Részek száma | Részek száma | Évadbemutató         | Évadzáró         | Eredeti adó | Évadbemutató      | Évadzáró          | Magyar adó |
| ---- | ---- | ------------ | ------------ | -------------------- | ---------------- | ----------- | ----------------- | ----------------- | ---------- |
|      | 1.   | 22           | 22           | 2021. szeptember 20. | 2022. május 23.  | CBS         | 2023. május 2.    | 2023. július 11.  |            |
|      | 2.   | 22           | 22           | 2022. szeptember 19. | 2023. május 22.  | CBS         | 2024. április 30. | 2024. július 9.   |            |
|      | 3.   | 10           | 10           | 2024. február 12.    | 2024. május 6.   | CBS         | 2025. április 14. | 2025. április 29. |            |